# العلاقات الإيرانية الروسية
العلاقات الإيرانية الروسية وهي العلاقات الثنائية الدولية بين إيران وروسيا والعلاقات بين البلدين تعود إلى عصر الإمبراطورية الأخمينية والتي كان لها علاقات مع السكيثيين، لكن العلاقات الرسمية بين البلدين تعود إلى عصر الإمبراطورية الروسية والدولة الصفوية وقد خاضت روسيا القيصرية عدة حروب ضد الإمبراطورية الصفوية واحتلت عدة أراضي كانت تابعة لها، لكن في زمن الاتحاد السوفييتي لم تكن العلاقات بين البلدين جيدة لأن شاه إيران في الحكم البهلوي كانت ضد الشيوعية وقامت بقمعها وكانت علاقاته مع الغرب اللبرالي الرأسمالي أقوى من علاقاته مع الاتحاد السوفييتي، لكن العلاقات بين البلدين تحسنت بعد الثورة الإيرانية الإسلامية في سنة 1979 والتي أطاحت بحكم البهلوي والتي أعادت روح الله الموسوي الخميني والذي حكم إيران، لكن بعد وقوف الإسلاميين ضد الشيوعية سائت العلاقات مرة أُخرى بين البلدين وأصبح الاتحاد السوفييتي من أول الدول الداعمة للعراق في السلاح في الحرب العراقية-الأيرانية مع انهيار الشيوعية في روسيا تم إعادة النظر في علاقات روسيا الخارجية ورأت روسيا أنه من الأنسب لمصالحها أن تعيد علاقاتها مع إيران ولذلك الآن روسيا وإيران من أكثر الدول في التعاون، وروسيا اليوم هي أول دولة داعمة لمشروع إيران النووي الذي تقف الدول الغربية ضده، وروسيا وإيران لديهما نفس وجهة النظر في الأزمة السورية والتي بدأت منذ عام 2011 فهما من أكثر الدول التي تدعم الحكومة السورية التي يقودها الرئيس السوري بشار الأسد بينما يقف الغرب ضد الحكومة.
لإيران اليوم سفارة في العاصمة الروسية موسكو وقنصلية في أستراخان وقازان ولروسيا سفارة في العاصمة الإيرانية طهران وقنصلية في رشت وأصفهان. أفاد المكتب الصحفي لرئاسة روسيا (الكرملين)، اليوم الاثنين الموافق 14 يناير 2025، أن الرئيس الروسي فلاديمير بوتين والرئيس الإيراني مسعود بيزشكيان سيوقعان معاهدة شراكة استراتيجية شاملة عقب محادثات مقررة في 17 يناير.
وذكر بيان الكرملين، الذي نقلته وكالة "سبوتنيك"، أن الرئيسين سيصدران تصريحات لوسائل الإعلام عقب التوقيع على المعاهدة.
وأضاف البيان أن المحادثات ستتناول سبل تعزيز التعاون الثنائي بين روسيا وإيران، إلى جانب مناقشة القضايا الإقليمية والدولية ذات الاهتمام المشترك.

## تاريخ العلاقات الإيرانية-الروسية

### قبل عهد الصفويين
للتواصل بين الروس والفرس تاريخ طويل، يمتد إلى أكثر من ألف عام. وُجدت تبادلات تجارية مبكرة بين بلاد فارس وروسيا منذ القرن الثامن الميلادي. تعرضت تلك التبادلات للانقطاع إثر الغزو المغولي في القرنين الثالث عشر والرابع عشر، ولكنها استُؤنفت في القرن الخامس عشر مع نهوض دوقية موسكو الكبرى. بين القرنين التاسع والحادي عشر ميلادية، وبدءًا من العام 864 حتى العام 1041 شنّ شعب الروس العديد من الغزوات العسكرية على شواطئ بحر قزوين، فيما يُعرف اليوم باسم إيران، وأذربيجان، وداغستان، كجزء من حملات الروس على بحر قزوين. في البداية، ظهر الروس في سركلاند في القرن التاسع كتجار مسافرين على طول طريق فولغا التجاري، يبيعون الفراء، والعسل، والعبيد. حدثت أولى الهجمات الضيقة في أواخر القرن التاسع وبدايات القرن العاشر. بعد ذلك انطلق شعب الروس في حملات على نطاق واسع في العام 913؛ ووصلوا على متن 500 سفينة، ونهبوا منطقة جرجان، في المنطقة المعروفة حاليًا باسم إيران، ومنطقتي غيلان ومازندران، حيث استولوا على العبيد والبضائع.

### الإمبراطورية الصفوية – والإمبراطورية الروسية
لم تنشأ العلاقات الدبلوماسية الرسمية بين بلاد فارس وروسيا حتى حلول القرن السادس عشر، إذ أدت روسيا دور الوسيط التجاري بين إنجلترا وبلاد فارس. من خلال نقل بضائعهم عبر الأراضي الروسية، ضمِن الإنجليز تجنّبهم لمناطق سيطرة العثمانيين والبرتغاليين. في العام 1553 تأسست شركة موسكو (والتي تُعرف أيضًا باسم الشركة الروسية) لتوسيع طرق التجارة عبر منطقة بحر قزوين. نجم عن لعب روسيا دور الوسيط التجاري بين بريطانيا وبلاد فارس إقامة التجار الروس أعمالهم في المراكز الحضرية في جميع أرجاء بلاد فارس، امتدت حتى منطقة كاشان جنوبًا. أدت الانتصارات الروسية بقيادة القيصر إيفان الرهيب (1533-1584) على خانية قازان في العام 1552 وخانية أستراخان في العام 1556 إلى انتعاش التجارة بين إيران وروسيا عبر طريق الفولغا-بحر قزوين، ومثّلت أول اختراق روسي لمنطقة القوقاز وبحر قزوين. رغم صِغَر نطاق تلك التبادلات التجارية في النصف الثاني من القرن السادس عشر، فهي تشير إلى قيام الوفاق الناشئ بين البلدين نتيجة لعدائهما للإمبراطورية العثمانية المجاورة.
يعود تاريخ العلاقات الدبلوماسية بين روسيا وإيران إلى العام 1521، عندما أرسل السلطان الشاه الصفوي إسماعيل الأول وفدًا لزيارة القيصر فاسيلي الثالث. مع بداية توطيد العلاقات الدبلوماسية بين البلدين، كان الشاه إسماعيل يعمل حثيثًا بهدف حشد قوى البلدين ضد عدوهما المشترك، تركيا العثمانية المجاورة. في عدة مناسبات، عرضت إيران على روسيا اقتسام أجزاء من أرضها (على سبيل المثال، دربند وباكو في العام 1586) مقابل الدعم الروسي في الحروب ضد العثمانيين أعدائهم الألداء. في فترة العامين 1552 و1553، تبادلت إيران الصفوية ودوقية موسكو الكبرى الروسية السفراء لأول مرة، وبدءًا من العام 1586، أسستا علاقة دبلوماسية منتظمة. في العام 1650، أفضت الاتصالات المكثفة بين البلدين خلال الحرب الروسية-الفارسية (1651-1653) إلى قبول روسيا بالتخلي عن مواقعها في شمال القوقاز لصالح الصفويين.
في ستينيات القرن السابع عشر غزا القوزاقي الروسي الشهير أتامان ستينكا رازين الساحل الشمالي لبلاد فارس، وغالبًا ما أمضى فصل الشتاء فيه، وهو ما سبب مشاكل دبلوماسية للقيصر الروسي خلال تعامله مع شاه إيران. إلى يومنا هذا، ما تزال الأغنية الروسية التي تروي القصة الحزينة شبه الأسطورية لعلاقة رازين بأميرة فارسية تحظى بشعبية واسعة.
بعد تلك الصراعات عمّ السلام لعدة عقود بين الشعبين، وازدهرت خلالها التجارة والهجرة. شهد تراجع الدولتين الصفوية والعثمانية من جهة بروز روسيا كإمبراطورية من جهة أخرى. بعد سقوط الشاه سلطان حسين انتهى حكم السلالة الصفوية في العام 1722، وكان الخطر المحدق ببلاد فارس يتمثل في الأطماع الروسية والعثمانية بالتوسع في منطقة بحر قزوين، في شمال غرب بلاد فارس تحديدًا. خلال عهد الصفويين، كانت القوة الفارسية مكافئة للروسية نسبيًا. بشكل عام، عمِل العداء المشترك للعثمانيين باعتباره أهم عامل سياسي مشترك بين مصالح إيران وروسيا طوال فترة حكم الصفويين، مع عدة محاولات لعقد معاهدات عسكرية مناوئة للعثمانيين. بعد سقوط شاه حسين، اختلّ ميزان القوى لصالح الروس، ولكن استُعيد التوازن في عهد نادر شاه.
في أواخر سنيّ حكمه، وجد بطرس الأول نفسه في موقع قوة يخوّله لتوسيع الهيمنة الروسية باتجاه الجنوب في منطقة القوقاز، وبحر قزوين، والبحر الأسود، متحديًا بذلك الصفويين والعثمانيين. اتخذ من مدينة أستراخان قاعدة لحملاته العسكرية ضد بلاد فارس، وأنشأ مرفأ سفن، وشن الهجوم على الصفويين الأضعف شوكة في الحرب الروسية الفارسية (1722-1723)، وانتزع منهم السيطرة على العديد من المناطق في القوقاز وبر إيران الرئيسي لعدة سنوات. بعد سنوات طويلة من الفوضى التي عصفت ببلاد فارس إثر سقوط الصفويين، ظهرت إمبراطورية فارسية قوية بقيادة القائد العسكري الناجح نادر شاه.
في ظل مخاوفهم من خوض حرب ذات تكلفة عالية ومحسومة مسبقًا لصالح نادر شاه، إضافة إلى متاخمة الأتراك لهم غربًا، اضطر الروس إلى إعادة جميع المناطق التي استولوا عليها والانسحاب من سائر منطقة القوقاز وشمال إيران بمقتضى معاهدة رشت (1732) ومعاهدة غنجة (1735) في عهد آنا إيفانوفا إمبراطورة روسيا. واشتملت بنود المعاهدة على أول مثال للتعاون الروسي الإيراني الوثيق ضد عدو مشترك، والذي تمثل في العثمانيين الأتراك في تلك الحالة.

### بلاد فارس في عهد القاجاريين – والإمبراطورية الروسية
استعادت العلاقات الإيرانية الروسية زخمها بشكل خاص بعد وفاة نادر شاه وتفكك السلالة الأفشارية، وهو ما مهد الطريق لظهور السلالة القاجارية في منتصف القرن الثامن عشر. كان أول سفير قاجاري فارسي إلى روسيا هو أبو الحسن شيرازي. بعد فترة حكم محمد خان القاجاري، الذي نجح في بسط الأمن واستعادة السيطرة الإيرانية على القوقاز، سرعان ما انشغلت الحكومة القاجارية بالتعامل مع الاضطرابات الداخلية، في الوقت الذي سعت فيه القوى الاستعمارية المنافسة سريعًا إلى ترسيخ موطئ قدم لها في المنطقة. في حين تنافس البرتغاليون، والبريطانيون، والهولنديون على السيطرة على جنوب وجنوب شرق بلاد فارس في الخليج العربي، لم يكن ثمة منافسة أمام الإمبراطورية الروسية في الشمال فاندفعت جنوبًا لبسط هيمنتها على المناطق الشمالية من بلاد فارس. نظرًا لانشغالها بالسياسات الداخلية، لم تجد الحكومة القاجارية في نفسها القدرة على مواجهة التحديات المتمثلة بالتهديد الروسي شمالًا.
اضطر البلاط الملكي المهزوز والمفلس في عهد فتح علي شاه للتوقيع على معاهدة كلستان (1813) ذات الشروط المجحفة نتيجة للحرب الروسية الفارسية (1804-1813)، والتي قضت بتخلي إيران نهائيًا عما يُعرف اليوم باسم داغستان، وجورجيا، وأجزاء واسعة من جمهورية أذربيجان. جاءت معاهدة تركمانجاي (1828) نتيجة للحرب الروسية الفارسية (1826-1828)، ونجم عنها فقدان إيران لأرمينيا المعاصرة وما تبقى من جمهورية أذربيجان، ومنحها روسيا حقوق امتيازات غاية في النفع، رغم الجهود والنجاحات الأولية التي حققها ولي العهد عباس ميرزا والذي أخفق في تأمين الجبهة الشمالية لبلاد فارس. وفقًا لتينك المعاهدتين، خسرت إيران مساحات شاسعة من مناطقها الداخلية التي شكّلت الجزء الجوهري من فكرة الدولة الإيرانية لقرون طويلة. كانت المنطقة الواقعة شمال نهر آراس، والتي ضمت مناطق من البلدان المعاصرة جورجيا، وأذربيجان، وأرمينيا، وجمهورية داغستان شمال القوقاز، كانت مناطق إيرانية حتى احتلتها روسيا خلال القرن التاسع عشر.

### الجمهورية الإسلامية الإيرانية - الاتحاد الروسي
وقع كلا البلدين اتفاقية شراكة استراتيجية بتاريخ 17 يناير 2025.